# Rodger Ward
Rodger Ward, född den 10 januari 1921 i Beloit i Kansas,  död den 5 juli 2004 i Anaheim i Kalifornien,  var en amerikansk racerförare.

## Racingkarriär
Ward arbetade som pilot under andra världskriget. Efter kriget blev han stationerad nära en dirt track-bana i Texas, där han började tävla i Midget car racing. 
Han nådde framgångar i klassen fick chansen att tävla i Indianapolis 500 1951. Han vann tävlingen åtta år senare 1959. Ward deltog även i USA:s Grand Prix 1959 och vann det nationella mästerskapet för formelbilar samma år.
De kommande tre åren tog stod Ward på pallen i de Indy 500-lopp som kördes, där segern   1962 var höjdpunkten tillsammans med titeln i det nationella mästerskapet för formelbilar. 
Ward tillhör den exklusiva skara av förare som vunnit Indianapolis 500 mer än en gång. 
Han körde sitt sista F1-lopp 1963 och avslutade sin racingkarriär 1966.